# Вальсаваранш
Вальсаваранш (фр. Valsavarenche) — коммуна в Италии, располагается в автономном регионе Валле-д’Аоста.
Население составляет 180 человек (2008 г.), плотность населения составляет 1 чел./км². Занимает площадь 139 км². Почтовый индекс — 11010. Телефонный код — 0165.
Покровительницей коммуны почитается Пресвятая Богородица (Дева Мария Кармельская), празднование 16 июля.

## Демография
Динамика населения: